# Love/Hate (serie televisiva)
Love/Hate è una serie televisiva irlandese di genere drammatico/gangster, creata da Stuart Carolan e trasmessa in prima visione assoluta in Irlanda dal canale via cavo RTÉ One dal 2010 al 2014.
La serie è principalmente girata a Dublino, con alcune scene riprese nei dintorni. Ha riscosso un notevole successo, con la terza e la quarta stagione che sono state viste quasi da 1 milione di telespettatori in più occasioni.
Anche se nel marzo 2015 RTÉ aveva annunciato anche la produzione di una sesta stagione,, alla fine dello stesso anno confermò che la quinta sarebbe rimasta anche l'ultima prodotta.

## Trama
La storia è ambientata nel mondo criminale di Dublino. La prima stagione ha introdotto John Boy, leader e boss della criminalità, e i membri della sua banda: Darren, Nidge, Robbie e Tommy, oltre che il fratellastro Hughie. La trama è incentrata sulle rivalità all'interno dell'ambiente criminale e sugli effetti psicologici della violenza che affliggono Darren.

## Personaggi e interpreti
- Thomas ''Tommy'' Daly, interpretato da Killian Scott, è un membro della banda di John Boy.
- Nigel ''Nidge'' Delaney, interpretato da Tom Vaughan-Lawlor, è un membro della banda di John Boy.
- Francis "Fran" Cooney, interpretato da Peter Coonan, è un amico di Nidge.
- Siobhán Delaney, interpretata da Charlie Murphy, è la nipole di Nidge.
- Patricia ''Trish'' Delaney, interpretata da Aoibhinn McGinnity, è la moglie di Nidge.
- Darren Tracey, interpretato da Robert Sheehan, è un membro della banda di John Boy.
- Hughie Power, interpretato da Brian Gleeson, è il fratellastro di John Boy.
- Mary Tracey, interpretata da Ruth Bradley, è la sorella di Darren.
- John Boy, interpretato da Aidan Gillen, è il boss della criminalità.
- Rosie Moynihan, interpretata da Ruth Negga, è un'amica di Darren.

## Episodi
| Stagione         | Episodi | Prima TV originale | Prima TV Italia |
| ---------------- | ------- | ------------------ | --------------- |
| Prima stagione   | 4       | 2010               | inedita         |
| Seconda stagione | 6       | 2011               | inedita         |
| Terza stagione   | 6       | 2012               | inedita         |
| Quarta stagione  | 6       | 2013               | inedita         |
| Quinta stagione  | 6       | 2014               | inedita         |

## Produzione
Commissionata da RTÉ Drama, è stata prodotta dall'Octagon Films. I produttori sono Simon Massey, Suzanne McAuley, e James Flynn. Le riprese della prima stagione sono iniziate il 12 ottobre 2009. La serie è scritta da Stuart Carolan ed è stata diretta inizialmente da David Caffrey.